# Darjino (rejon gafurijski)
Darjino (ros. Дарьино) – wieś (dieriewnia) w Rosji, w Baszkortostanie, w rejonie gafurijskim. W 2010 liczyła 250 mieszkańców.